# Sainz de Baranda metróállomás
Sainz de Baranda metróállomás Spanyolország fővárosában, Madridban a madridi metró 6-os vonalán.

## Metróvonalak
Az állomást az alábbi metróvonalak érintik:
- 6-os metróvonal
- 9-es metróvonal

## Kapcsolódó állomások
A metróállomáshoz az alábbi állomások vannak a legközelebb:
- Estrella (Arganda del Rey, 9-es metróvonal)
- Conde de Casal (Laguna, 6-os metróvonal, külső hurok)
- O’Donnell (Laguna, 6-os metróvonal, belső hurok)
- Ibiza (Paco de Lucía, 9-es metróvonal)